# Reo Hatate
Reo Hatate (旗手 怜央 Hatate Reo?, Suzuka, 21 de noviembre de 1997) es un futbolista japonés que juega como delantero en el Celtic F. C. de la Scottish Premiership.

## Trayectoria
En 2019 se unió al Kawasaki Frontale de la J1 League. Tras tres años en el equipo dio el salto al fútbol europeo tras firmar por cuatro temporadas y media con el Celtic F. C. En su primer Old Firm marcó dos de los tres goles con los que ganaron al Rangers F. C. para colocarse primeros en la clasificación.

## Clubes
| Club              | País    | Año       |
| ----------------- | ------- | --------- |
| Kawasaki Frontale | Japón   | 2019-2021 |
| Celtic F. C.      | Escocia | 2022-     |

## Palmarés

### Títulos nacionales
| Título                     | Club              | País    | Año  |
| -------------------------- | ----------------- | ------- | ---- |
| J1 League                  | Kawasaki Frontale | Japón   | 2020 |
| Copa del Emperador         | Kawasaki Frontale | Japón   | 2020 |
| Supercopa de Japón         | Kawasaki Frontale | Japón   | 2021 |
| J1 League                  | Kawasaki Frontale | Japón   | 2021 |
| Scottish Premiership       | Celtic F. C.      | Escocia | 2022 |
| Copa de la Liga de Escocia | Celtic F. C.      | Escocia | 2023 |
| Scottish Premiership       | Celtic F. C.      | Escocia | 2023 |
| Copa de Escocia            | Celtic F. C.      | Escocia | 2023 |
| Scottish Premiership       | Celtic F. C.      | Escocia | 2024 |
| Copa de Escocia            | Celtic F. C.      | Escocia | 2024 |
| Copa de la Liga de Escocia | Celtic F. C.      | Escocia | 2025 |
| Scottish Premiership       | Celtic F. C.      | Escocia | 2025 |